# Monopoly (videogioco 1985)
Monopoly  è un videogioco multipiattaforma basato su Monopoli, pubblicato a partire dal 1985 per i computer Amiga, Amstrad CPC, BBC Micro, Commodore 64, MS-DOS, MSX, Tatung Einstein, Thomson MO, Thomson TO e ZX Spectrum. Sviluppato da Leisure Genius, è il primo di una serie di titoli ufficiali basati sul gioco di società.

## Modalità di gioco
Il gioco contiene un gameplay molto simile al gioco da tavolo su cui si basa, con varie azioni normalmente fatte a mano sostituite da automazione e rappresentazioni digitali.

## Accoglienza
Computer Shopper apprezzò la grafica e le animazioni del gioco, definendolo di "eccellente fattura". Your Spectrum lo ritenne una "conversione eccellente" del gioco da tavolo, mentre Sinclair User lo trovò "davvero noioso". Un numero di Amiga Power lo considerava una "conversione sonora" anche se più costosa del vero Monopoli, mentre un altro recensore dalla stessa pubblicazione scrisse che era un titolo capace ma "probabilmente del tutto inutile".